# Portada/article desembre 14

## Donatello
Donato di Niccolò di Betto Bardi o Donatello (Florència, c. 1386 – Florència, 13 de desembre de 1466) va ser un famós artista i escultor italià de principis del Renaixement. Ensems amb Leon Battista Alberti, Filippo Brunelleschi i Masaccio, són considerats els principals creadors de l'estil renaixentista. Donatello va destacar per la seva força innovadora en el camp de l'escultura monumental i en el tractament dels relleus, camp en el qual va aconseguir representar l'obra amb una gran profunditat dintre d'un pla molt simple, tècnica que s'anomenà stiacciato.